# El plebeyo
«El plebeyo» es un vals peruano escrito y compuesto en el primer tercio de la década de 1930 por el bardo inmortal Felipe Pinglo Alva, siendo además su canción más emblemática.

## Historia
Originalmente se llamó «Luis Enrique, el plebeyo». Existen diversas teorías sobre el origen de este vals, unas ajenas (amigos de Pinglo que le contaban sus desventuras) y otras asignadas a las vivencias del propio Felipe Pinglo, pero todas relacionadas con un amor no correspondido por pertenecer los amantes a diferentes clases sociales. Una teoría señala al propio Pinglo mientras trabajaba de operario en una imprenta, parece ser que se enamoró de Giannina Zuccarello, hija del dueño del negocio. Por otro lado, también se cree que Zuccarello era una descendiente de italianos y adolescente vecina del Pinglo cuando este se mudó de Barrios Altos a La Victoria entre 1921 y 1923, y que los padres de la cortejada la enviaron a Florencia para romper la relación amorosa. También se cree que la historia se basa en un desamor de su cuñado, Ricardo Rivera. Otra teoría vincula la composición inspirándose en la película Ella noble y él plebeyo y la fecha sería al 16 de mayo de 1934.
Sin fecha clara, quizás 1931, «El plebeyo» fue interpretado por vez primera por el cantante Alcides Carreño y el guitarrista Pedro Espinel en el teatro Alfonso XIII del Callao, con una partitura escrita por el chepeano Pedro A. Montalva.
En 1934 aparece publicada su letra en el nº 1081 de El Cancionero de Lima, un folletín periódico donde diversos autores exponían sus obras musicales.
En 1938 la canción apareció en Gallo de mi galpón, una película con una trama similar a la canción, interpretada por la futura "Reina y señora de la canción criolla", Jesús Vásquez.
En 1939, durante la dictadura del general Óscar R. Benavides, las radiodifusoras recibieron la orden gubernamental de censurar algunas canciones del género criollo por considerarlas "de tintes revolucionarios", entre las cuales estaban varias composiciones de Pinglo, incluyendo «El plebeyo». El gobierno creía que la autoría de la canción pertenecía al líder aprista Víctor Raúl Haya de la Torre, quien en esos momentos se hallaba perseguido al igual que sus partidarios.
En 1943 fue grabado por el trío Los Trovadores del Perú bajo el sello discográfico Odeón en Buenos Aires (Argentina).
El 26 de octubre de 1958 los restos de Pinglo fueron trasladados a un mausoleo en el Cementerio Presbítero Maestro. Las guardillas de la tumba, en forma de las primeras notas musicales de «El plebeyo», fueron diseñadas y forjadas por el decimista Nicomedes Santa Cruz.

## Descripción
Como muchas de las composiciones de Pinglo, «El plebeyo» tiene un tono lírico de evidente protesta social ante la desigualdad de clases imperante en la capital peruana y la lucha social durante el Oncenio de Leguía. Su letra gira en torno a cuatro temas universales: el amor sin barreras, la igualdad entre humanos a través del amor, la desigualdad social y la rebeldía ante la injusticia.
Con respecto a la música, la melodía original se encuentra perdida, ya que desde 1938, fecha en que la popularizó la interpretación de Vásquez en Gallo de mi galpón, se ha utilizado erróneamente los compases del vals argentino «Mi Marta».

## Versiones
La canción ha sido interpretada tanto en su versión original de vals peruano, como en ritmos tan diversos como merengue o salsa. Los cantantes y grupos que han incluido «El plebeyo» en su repertorio musical han sido:
- Pedro Infante[22]
- Fernando Fernández[6]
- Alicia Lizárraga[23]
- Los Trovadores del Perú[24]
- Jesús Vásquez
- Rafael Matallana
- Johnny Ventura
- Gianmarco[17]
- Jaime Cuadra[17]
- Eva Ayllón
- Los Terricolas
- Cholo Berrocal

## En otros medios
«El plebeyo» ha servido de inspiración para obras cinematográficas, como la película Corazón de criollo (llamada también El plebeyo) de Roberto Ch. Derteano y Oswaldo Saravia como Pinglo, que fue estrenada en 1938, dos años después de la muerte de su compositor.
En 1953 se estrenó la película mexicana El plebeyo de Miguel M. Delgado, en la cual Luis Enrique "el plebeyo" fue interpretado por Raúl Martínez, mientras que la canción que dio título al filme por el Trío Calaveras. En 1965 Inti Film produjo un cortometraje argumental homónimo bajo la dirección de Vlado Radovich.
También ha aparecido en la miniserie de Panamericana TV El espejo de mi vida (1994) dirigida por José Carlos Huayhuaca, donde el actor Martín Moscoso daba vida a Pinglo y Walter Sancho Dávila interpretaba «El plebeyo».
En 2018 se anunció que Catherine Pirotta dirigiría una película basada en la vida de Pinglo, interpretado por Martín Velásquez, y su famoso vals.
También se realizó un musical, Amar no es un delito: El plebeyo, escrito y dirigido por Carlos Tolentino, y protagonizado por Andrea Aguirre (como Giannina Zuccarello) y Emanuel Soriano (interpretando a Pinglo), que se estrenó el 5 de agosto de 2017 en el Teatro Municipal de Lima.